# Lietuvos profesinių sąjungų konfederacija
Lietuvos profesinių sąjungų konfederacija (LPSK) (engl. Lithuanian Trade Union Confederation, LTUC) ist die Litauische Gewerkschaftskonföderation. Sie ist am 1. Mai 2002 durch die Fusion der zwei größten Gewerkschaftszentren Litauischer Gewerkschaftsverband (LPSS) und Litauisches Gewerkschaftszentrum (LPSC) entstanden. 
LPSK ist Mitglied des  Internationalen Gewerkschaftsbundes (IGB) und des  Europäischen Gewerkschaftsbundes (EGB). In der Mitgliederliste des IGB wird die Mitgliedschaft mit 50.000 angegeben (Stand: November 2017).

## Struktur
Die LPSK vereint 25 Branchengewerkschaften mit insgesamt 120.000 Mitgliedern.